# Xylota flavifacies
Xylota flavifacies är en tvåvingeart som först beskrevs av Tokuichi Shiraki 1930.  Xylota flavifacies ingår i släktet vedblomflugor, och familjen blomflugor. Inga underarter finns listade i Catalogue of Life.